# Комунар (Гатчински район)
Комунар (на руски: Коммунар) е град в Русия, разположен в Гатчински район, Ленинградска област. Населението на града към 1 януари 2018 година е 22 055 души.